# یاز اردشیر
اردشیر نام قهرمانی در دوره بهمن است که گفته می‌شود فرامرز فرزند رستم را دستگیر کرد. از روی متون نسخه خطی لندن  می‌توان پی‌برد نام واقعی‌اش یاز اردشیر بوده است. بهمن‌نامه، ایرانشاه بن ابی‌الخیر به او هیچ اشاره‌ای نکرده است ولی دستگیری او به گروهان برده‌سربازان در زمانی که جنگجویان بهمن از انجام عمل، سرپیچی کردند؛ نسبت داده شده است.